# SV Sandhausen
SV Sandhausen, officieel SV Sandhausen 1916 is een Duitse voetbalclub uit de plaats Sandhausen.

## Geschiedenis
De club werd opgericht in 1916. In 1931 promoveerde de club naar de hoogste klasse van de Rijncompetitie, een van de hoogste reeksen van de Zuid-Duitse voetbalbond. De reeks, die gedomineerd werd door teams uit Mannheim, bleek een maatje te groot voor de club die slechts zes punten behaalde, één puntje meer dan laatste plaats FG 10 Kirchheim. Tijdens de Tweede Wereldoorlog hadden sommige teams het moeilijk om een volwaardig team op te stellen waardoor zij een tijdelijke fusie aangingen met andere clubs. Ook Sandhausen deed dit en trad aan als KSG Walldorf-Wiesloch en mocht in 1943/44 aantreden in de Gauliga Baden, maar verloor alle wedstrijden.
Na de oorlog speelde de club een aantal jaren in de vierde klasse en promoveerde in 1957 naar de 1. Amateurliga Nordbaden, waar ze speelden tot 1978 toen de Oberliga Baden-Württemberg ingevoerd werd als derde klasse. In 1978 werd de club Duits amateurkampioen in de finale tegen ESV Ingolstadt. Na een start buiten de top tien in de Oberliga eindigde de club de volgende jaren telkens in de subtop en werd in 1981, 1985 en 1987 telkens kampioen maar kon niet promoveren. In 1993 werd de club opnieuw amateurkampioen, nu tegen het tweede elftal van Werder Bremen. Na de invoering van de Regionalliga in 1994 speelde de club nu op het vierde niveau en werd een jaar later kampioen. In de Regionalliga werd de club slechts zestiende en degradeerde terug naar de Oberliga. Dat jaar maakte de club ook furore in de DFB-Pokal. Bundesligaclub VfB Stuttgart werd verslagen na de langste strafschoppenreeks uit de geschiedenis van de competitie (13:12). In de tweede ronde werd Sandhausen door FC Homburg verslagen. In de Oberliga eindigde de club telkens in de top zeven en werd in 2007 kampioen waardoor ze naar de Regionalliga promoveerden.
In het eerste seizoen van de Regionalliga eindigde de club op de vijfde plaats en kwalificeerde zich zo voor de nieuwe 3. Liga, die nu als derde profklasse ging fungeren. In 2012 werd de club kampioen en promoveerde naar de 2. Bundesliga, maar werd na één seizoen terug naar de 3. Liga verwezen. Deze sportieve degradatie werd echter ongedaan gemaakt doordat MSV Duisburg vanwege ernstige financiële problemen van de Duitse voetbalbond geen licentie kreeg om in het seizoen 2013/2014 de 2. Bundesliga te spelen.
De club speelt haar thuiswedstrijden in het Hardtwaldstadion. Het in 1958 gebouwde stadion heeft 10.000 staanplaatsen en 600 zitplaatsen. Bij de renovatie in 2008 werd het stadion uitgebreid naar ruim 15.000 plaatsen. De clubkleuren van de vereniging zijn zwart-wit.

## Erelijst
- Duits amateurkampioen

1978, 1993
- Kampioen 3. Liga

2012

## Overzichtslijsten
| Niveau | Aantal | Periode (1957-2026)                        |
| ------ | ------ | ------------------------------------------ |
| II     | 11     | 2012-2023                                  |
| III    | 45     | 1957-1994, 1995-1996, 2007-2012, 2023-2025 |
| IV     | 13     | 1994-1995, 1996-2007, 2025-....            |

### Eindklasseringen vanaf 1964 (grafisch)
- 1964 3e
Niveau 3
- 1965 9e
Niveau 3
- 1966 11e
Niveau 3
- 1967 3e
Niveau 3
- 1968 10e
Niveau 3
- 1969 3e
Niveau 3
- 1970 3e
Niveau 3
- 1971 6e
Niveau 3
- 1972 3e
Niveau 3
- 1973 4e
Niveau 3
- 1974 4e
Niveau 3
- 1975 3e
Niveau 3
- 1976 2e
Niveau 3
- 1977 2e
Niveau 3
- 1978 2e
Niveau 3
- 1979 11e
Oberliga
- 1980 8e
Oberliga
- 1981 1e
Oberliga
- 1982 7e
Oberliga
- 1983 3e
Oberliga
- 1984 3e
Oberliga
- 1985 1e
Oberliga
- 1986 4e
Oberliga
- 1987 1e
Oberliga
- 1988 3e
Oberliga
- 1989 4e
Oberliga
- 1990 6e
Oberliga
- 1991 5e
Oberliga
- 1992 11e
Oberliga
- 1993 2e
Oberliga
- 1994 9e
Oberliga
- 1995 1e
Oberliga
- 1996 16e
Regionalliga
- 1997 4e
Oberliga
- 1998 7e
Oberliga
- 1999 2e
Oberliga
- 2000 1e
Oberliga
- 2001 4e
Oberliga
- 2002 2e
Oberliga
- 2003 4e
Oberliga
- 2004 7e
Oberliga
- 2005 7e
Oberliga
- 2006 5e
Oberliga
- 2007 1e
Oberliga
- 2008 5e
Regionalliga
- 2009 8e
3. Liga
- 2010 14e
3. Liga
- 2011 12e
3. Liga
- 2012 1e
3. Liga
- 2013 17e
2. Bundesliga
- 2014 12e
2. Bundesliga
- 2015 12e
2. Bundesliga
- 2016 13e
2. Bundesliga
- 2017 10e
2. Bundesliga
- 2018 11e
2. Bundesliga
- 2019 15e
2. Bundesliga
- 2020 10e
2. Bundesliga
- 2021 15e
2. Bundesliga
- 2022 14e
2. Bundesliga
- 2023 18e
2. Bundesliga
- 2024 8e
3. Liga
- 2025 19e
3. Liga

- Niveau 2
- Niveau 3
- Niveau 4

| Legenda niveautijdlijn | Legenda niveautijdlijn      | Legenda niveautijdlijn      | Legenda niveautijdlijn      | Legenda niveautijdlijn    | Legenda niveautijdlijn |
| Liga                   | Seizoen 1963/64 t/m 1973/74 | Seizoen 1974/75 t/m 1993/94 | Seizoen 1994/95 t/m 2007/08 | Seizoen 2008/09 tot heden | Opmerking              |
| ---------------------- | --------------------------- | --------------------------- | --------------------------- | ------------------------- | ---------------------- |
| Bundesliga             | Niveau I                    | Niveau I                    | Niveau I                    | Niveau I                  |                        |
| 2. Bundesliga          | --                          | Niveau II                   | Niveau II                   | Niveau II                 |                        |
| 3. Liga                | --                          | --                          | --                          | Niveau III                |                        |
| Regionalliga           | Niveau II                   | --                          | Niveau III                  | Niveau IV                 |                        |
| Oberliga               | --                          | Niveau III *                | Niveau IV                   | Niveau V                  | * vanaf 1978/79        |

### Seizoensresultaten
| Seizoen   | №  | Clubs | Divisie       | Duels | Winst | Gelijk | Verlies | Doelsaldo | Punten | Tsch  |
| --------- | -- | ----- | ------------- | ----- | ----- | ------ | ------- | --------- | ------ | ----- |
| 2010–2011 | 12 | 20    | 3. Liga       | 38    | 11    | 13     | 14      | 43-46     | 46     | 2.191 |
| 2011–2012 | 1  | 20    | 3. Liga       | 38    | 19    | 9      | 10      | 57-42     | 66     | 2.616 |
| 2012–2013 | 17 | 18    | 2. Bundesliga | 34    | 6     | 8      | 20      | 38-66     | 26     | 5.150 |
| 2013–2014 | 12 | 18    | 2. Bundesliga | 34    | 12    | 8      | 14      | 29-35     | 44     | 5.570 |
| 2014–2015 | 12 | 18    | 2. Bundesliga | 34    | 10    | 12     | 12      | 32-37     | 39     | 5.903 |
| 2015–2016 | 13 | 18    | 2. Bundesliga | 34    | 12    | 7      | 15      | 40–50     | 40     | 6.229 |
| 2016–2017 | 10 | 18    | 2. Bundesliga | 34    | 10    | 12     | 12      | 41–36     | 42     | 6.731 |
| 2017–2018 | 11 | 18    | 2. Bundesliga | 34    | 11    | 10     | 13      | 35-33     | 43     | 6.488 |
| 2018–2019 | 15 | 18    | 2. Bundesliga | 34    | 9     | 11     | 14      | 45-52     | 38     | 6.994 |
| 2019–2020 | 10 | 18    | 2. Bundesliga | 34    | 10    | 13     | 11      | 43-45     | 42     | 5.702 |
| 2020–2021 | 15 | 18    | 2. Bundesliga | 34    | 10    | 4      | 20      | 41-60     | 34     | --    |
| 2021–2022 | 14 | 18    | 2. Bundesliga | 34    | 10    | 11     | 13      | 42-54     | 41     | 4.742 |
| 2022–2023 | 18 | 18    | 2. Bundesliga | 34    | 7     | 7      | 20      | 35-63     | 28     | 6.101 |
| 2023-2024 | 8  | 20    | 3. Liga       | 38    | 15    | 11     | 12      | 58-57     | 56     | 4.090 |
| 2024-2025 | 19 | 20    | 3. Liga       | 38    | 9     | 8      | 21      | 49-69     | 35     |       |

## Bekende (oud-)spelers
- Boubacar Barry (jeugd)
- Kevin Behrens
- Danny Blum
- Régis Dorn
- Dario Đumić
- / Adriano Grimaldi
- Lucas Höler
- Ronald Hoop
- Philipp Hosiner
- Thorsten Kirschbaum
- Jean-François Kornetzky
- Lukas Kübler
- Juho Mäkelä
- Markus Mendler
- Nicolai Müller
- Michael Ngadeu-Ngadjui
- Solomon Okoronkwo
- Nils Röseler
- Aytaç Sulu
- / David Ulm
- Jesper Verlaat
- Erik Zenga